# Aposeris foetida
Aposeris foetida és l'única espècie de planta amb flors del gènere monotípic Aposeris dins la família de les asteràcies (Asteraceae). És una planta nativa d'Europa que prefereix els sòls calcaris.

## Descripció
És una planta herbàcia perenne. Les fulles són pinnatisectes, es disposen en una roseta basal, fan entre 5 i 18 cm de llargària i entre 1 i 5 cm d'amplada, més estretes a la base que a l'àpex. Les flors es troben agrupades en capítols situats al capdamunt d'un escap d'entre 10 i 20 cm, però pot atènyer els 35 cm, l'involucre acostuma a tenir vàries fileres de bràctees. El fruit és un aqueni sense papus.

## Taxonomia
El gènere Aposeris va ser publicat per primer cop l'any 1790 al primer volum de l'obra Elementa Botanica Genera Genuina, Species Naturales Omnium Vegetabilium Detectorum Eorumque Characteres Diagnosticos ec PeculiaresExhibentia, Secundum Systema Omologium seu Naturale, Evulgata del botànic belga Noël Noël Martin Joseph de Necker (1730-1793).
L'espècie Aposeris foetida la va descriure per primer cop el botànic suec Carl von Linné (1707-1778) l'any 1753 al segon volum de l'obra Species Plantarum sota el nom d'Hyoseris foetida. L'actual nom del tàxon s'atribueix al botànic alemany Christian Friedrich Lessing (1809-1862) arran de la seva publicació l'any 1832 a l'obra Synopsis generum compositarum earumque dispositionis novae tentamen, monographis multarum Capensium interjectis.

### Sinònims
Els següents noms científics són sinònims d'Aposeris foetida:
- Sinònims homotípics

- Hyoseris foetida L.
- Lapsana foetida (L.) F.W.Schmidt

- Sinònims heterotípics

- Bohadschia lucida F.W.Schmidt
- Cichorium aposeris E.H.L.Krause
- Cynthia montana Standl.
- Hyoseris calyculata Poir.
- Hyoseris setulosa Guss. ex DC.
- Lapsana taraxacoides Forssk.
- Lapsana taraxaconoides J.F.Gmel.

## Usos
En alguns llocs d'Europa, com ara Eslovènia, les fulles joves de la planta s'utilitzen com a aliment, amb bones qualitats nutritives i essent una bona font de vitamina C (àcid ascòrbic), tocoferol i carotenoides.